# Station La Ville-Dieu
Station La Ville-Dieu is een spoorwegstation in de Franse gemeente La Ville-Dieu-du-Temple. Het wordt bediend door treinen van de TER Occitanie.